# Vidolè
Vidolè è un arrondissement del Benin situato nella città di Abomey (dipartimento di Zou) con 26.252 abitanti (dato 2006).